# Anthenea flavescens
Anthenea flavescens är en sjöstjärneart som först beskrevs av Gray 1840.  Anthenea flavescens ingår i släktet Anthenea och familjen Oreasteridae. Inga underarter finns listade i Catalogue of Life.